# SN 2006K
SN 2006K – supernowa typu II odkryta 17 stycznia 2006 roku w galaktyce A112946-1725. W momencie odkrycia miała maksymalną jasność 18,60m.